# Pecsætan

Carte des peuples cités dans le Tribal Hidage. Les Pecsætan sont situés au nord-ouest, sous le nom Pecsætna.

Les Pecsætan sont un peuple anglo-saxon établi dans le nord des Midlands. Leur nom, qui signifie littéralement « les habitants du pic », provient de leur situation géographique : ils occupent la partie nord du Peak District, une région montagneuse de la chaîne des Pennines, dans le comté actuel du Derbyshire. 
Dans le Tribal Hidage, où ils apparaissent sous le nom Pecsætna, leur territoire est évaluée à 1 200 hides. Il se situe ainsi entre les 7 000 hides attribuées aux principaux peuples des Midlands (Hwicce, Magonsæte, Wreocensæte) et les 300 hides des plus petits du recensement.
Les Pecsætan font partie d'une série de peuples occupant la région séparant les royaumes de Mercie et de Northumbrie au début du VIIe siècle, avec les Elmetsæte et le Lindsey. Cette zone passe progressivement sous le contrôle de la Mercie, mais les sources ne permettent pas de dire de quelle manière. Il est possible qu'une éventuelle dynastie locale soit restée en place, ses rois devenant des ealdormen au service du souverain mercien. La tombe de Benty Grange (Monyash), qui a livré l'un des rares casques anglo-saxons connus, pourrait être celle d'un prince de cette dynastie.